# Dario Vidošević
Dario Vidošević (Split, 13. travnja 1968. - Split, 27. svibnja 2020.), hrvatski veslački olimpijac

## Životopis
Rođen u Splitu. Veslanjem se počeo baviti u splitskom Mornaru iz kojeg je prešao u Gusara. Kao Gusarov veslač 1984. godine prije olimpijskih natjecanja bio je kormilar u dvojcu u kojemu su veslali Zlatko Celent i Mirko Ivančić, a koji je pobijedio na prvenstvu Jugoslavije održanom u Beogradu. Na istom prvenstvu kormilarem Gusareva osmerca koji je osvojio naslov prvaka države: Mirko Ivančić, Zlatko Celent, Duško Mrduljaš, Dragomir Ivandić, Ivica Amižić, Davor Siriščević, Boris Rušinović i Zoran Sučić. Nastupio je iste godine u dvojcu s kormilarom na Olimpijskim igrama u Los Angelesu 1984. godine. Uz osvojene naslove prvaka Jugoslavije, tu su naslovi prvaka Hrvatske, sudjelovanje i odlični rezultati na brojnim regatama. Obilježio je povijest športa bivše države, Hrvatske, Splita i svog Gusara. Vidošević je izvan športa radio u splitskom HOPS-u, gdje mu je zadnje radno mjesto bilo mjesto poslovođe za dalekovode.

## Vanjske poveznice
- Olympmedia Dario Vidošević